# Lepanthes steyermarkii
Lepanthes steyermarkii är en orkidéart som beskrevs av Ernesto Foldats. Lepanthes steyermarkii ingår i släktet Lepanthes och familjen orkidéer. Inga underarter finns listade i Catalogue of Life.